# Manuela Burló Moreno
Manuela Burló Moreno (Cieza, 1978) és una directora i guionista de cinema espanyola.

## Trajectòria
Compte amb una llarga trajectòria en el món del curtmetratge, amb sis treballs que acumulen més d'un centenar de premis per tot el món, un d'ells fins i tot preseleccionat als Oscar. El seu últim curtmetratge, Pipas, va guanyar els premis a millor guió i millor direcció al Notodofilmfest i va estar nominat al Goya al millor curtmetratge de ficció en la XXVIII edició dels premis Goya.

## Pel·lícules
En 2015 va fer el salt al llargmetratge de la mà de la productora Nostromo Pictures, que li va encarregar dirigir la comèdia Cómo sobrevivir a una despedida. Protagonitzada por Natalia de Molina, Úrsula Corberó, Brays Efe, Celia de Molina i María Hervás, la pel·lícula va ser coproduïda per Atresmedia i distribuïda per DeaPlaneta.
En 2016 estrena el seu segon llargmetratge titulat Rumbos, amb un guió personal. Protagonitzat per Pilar López de Ayala, Karra Elejarde, Carmen Machi, Miki Esparbé, Nora Navas, Fernando Albizu, Ernesto Alterio, Rafa Ordorika, Emilio Palacios i Christofer Torres, la pel·lícula va ser produïda per Arcàdia Motion Pictures i Atresmedia i distribuïda per Sony Pictures.
Els seus primers treballs com a directora i guionista els signava sota el nom de Manuela Moreno, el seu segon cognom, ja que el seu primer cognom, Burló, l'utilitzava com a actriu. Va ser amb Rumbos, la seva pel·lícula més personal, quan va començar a signar com Manuela Burló Moreno. El 2020 va dirigir la sèrie Por H o por B per HBO España.

## Trajectòria televisiva

### Pel·lícules
| Pel·lícula                      | Any  |
| ------------------------------- | ---- |
| Cómo sobrevivir a una despedida | 2015 |
| Rumbos                          | 2016 |

### Sèries
| Any  | Sèrie         | Cadena     | Notes     |
| ---- | ------------- | ---------- | --------- |
| 2020 | Por H o por B | HBO España | Directora |

### Curtmetratge
| Curtmetratge                             | Any  |
| ---------------------------------------- | ---- |
| Dolores                                  | 2008 |
| Quiero estar el resto de mi vida contigo | 2009 |
| Camas                                    | 2010 |
| Cloe                                     | 2011 |
| Lo sé                                    | 2013 |
| Pipas                                    | 2013 |